# Вила-Марин (Вила-Реал)
Вила-Марин (порт. Vila Marim) — населённый пункт и район в Португалии, входит в округ Вила-Реал. Является составной частью муниципалитета Вила-Реал. По старому административному делению входил в провинцию Траз-уж-Монтиш и Алту-Дору. Входит в экономико-статистический субрегион Доуру, который входит в Северный регион. Население составляет 1690 человек на 2001 год. Занимает площадь 23,21 км².
Покровителем района считается Святая Маринья (порт. Santa Marinha).